# Louis Nucéra
 (novembre 2024).
Si vous disposez d'ouvrages ou d'articles de référence ou si vous connaissez des sites web de qualité traitant du thème abordé ici, merci de compléter l'article en donnant les références utiles à sa vérifiabilité et en les liant à la section « Notes et références ».
Louis Nucéra, né le 17 juillet 1928 à Nice et mort le 9 août 2000 à Carros, est un écrivain français.
Il reçoit le prix Interallié en 1981, ainsi que le grand prix de littérature de l'Académie française en 1993 et le prix du roman populiste en 2005 pour l’ensemble de son œuvre. Louis Nucéra était connu pour sa passion du cyclisme, auquel il consacre notamment le livre Mes rayons de soleil. Il était aussi passionné par les chats, et il a écrit plusieurs livres sur eux.

## Biographie
Tour à tour employé de banque, journaliste, attaché de presse pour la maison de disques Philips, directeur littéraire chez Lattès, Louis Nucéra est surtout connu comme écrivain et grand passionné de cyclisme, thème de nombre de ses ouvrages.
En 1970, il publie son premier roman, L'Obstiné. Au travers de son œuvre, il retrace la vie des immigrés italiens (Le Ruban rouge) ; il évoque ses amitiés avec Cioran, Kessel, Picasso, Cocteau, Hardellet, Brassens ou Moretti (Mes ports d’attache). Il raconte également son enfance niçoise (Avenue des Diables-Bleus).
En 1999, il signe, pour s'opposer à la guerre en Serbie, la pétition « Les Européens veulent la paix », lancée par le collectif « Non à la guerre ».

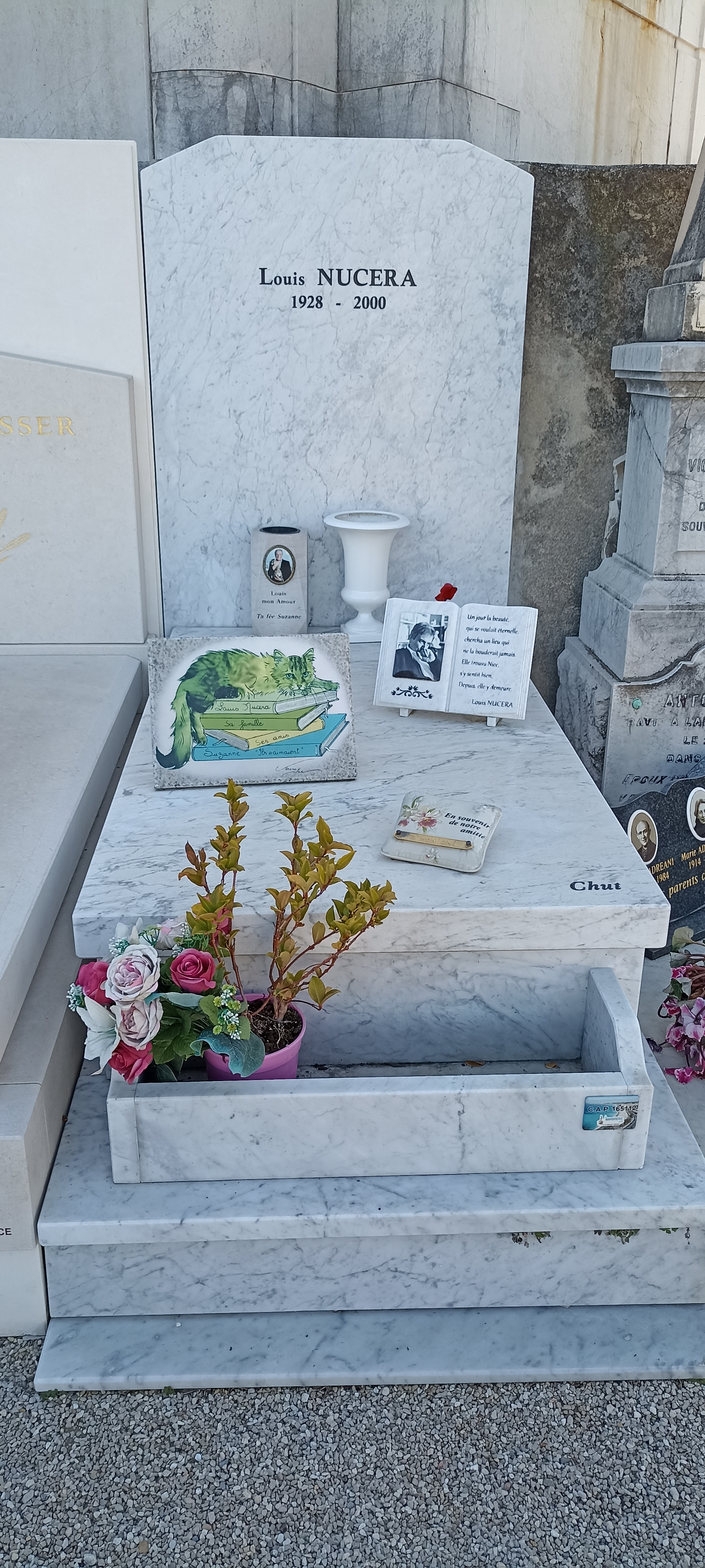
Tombe de Louis Nucéra au cimetière du Château à Nice.

Louis Nucéra meurt après avoir été renversé par une voiture alors qu’il fait du vélo près de Nice, le 9 août 2000, dans la zone industrielle de Carros.  D'abord inhumé au cimetière de Caucade, il repose, depuis le 9 août 2019, au cimetière du Château.

## Hommages

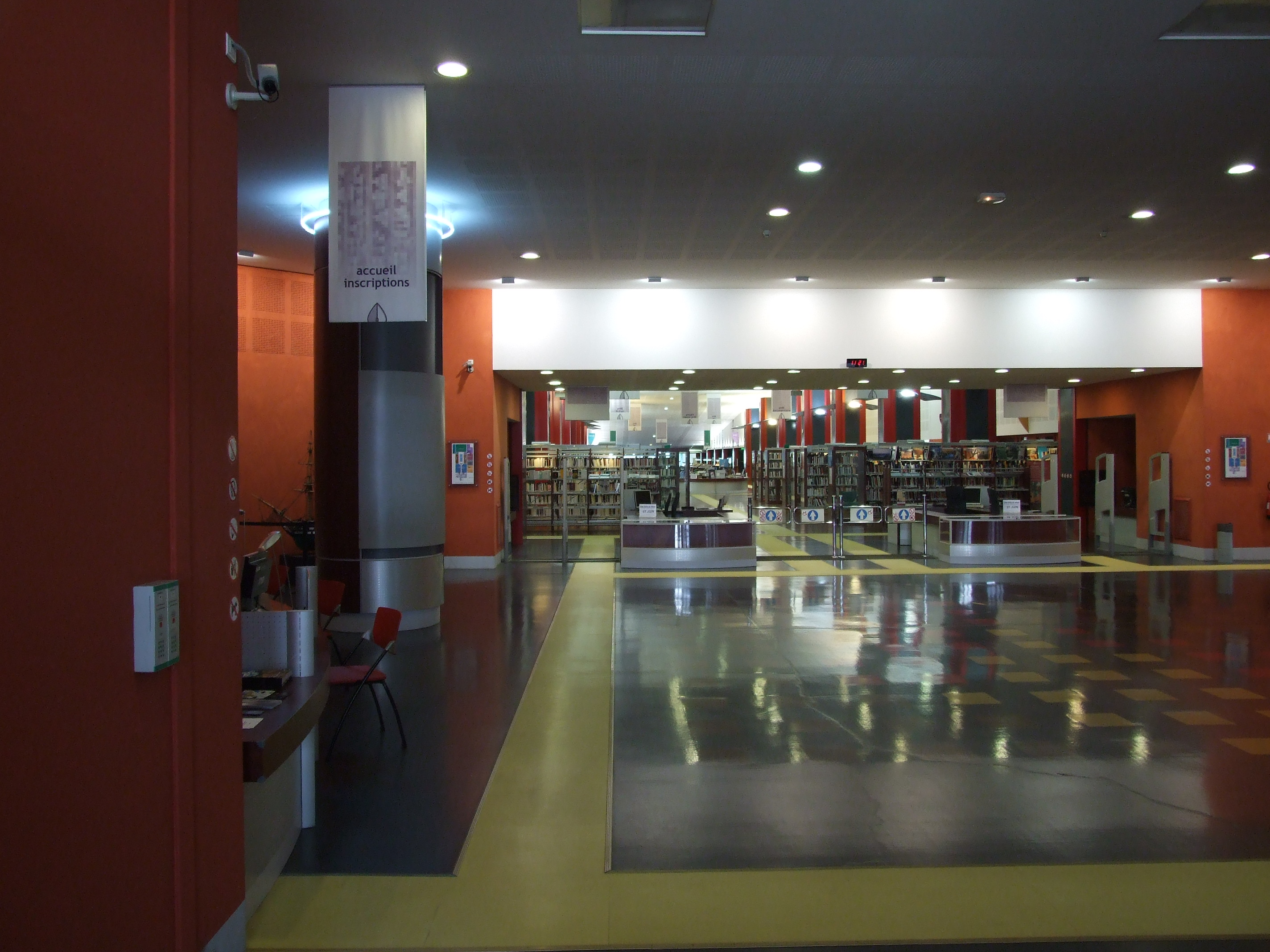
La bibliothèque Louis-Nucéra de Nice.

En hommage à son ami, Bernard Morlino écrit Louis Nucéra, achevé d'imprimer.
La bibliothèque municipale à vocation régionale de Nice (BMVR) porte son nom. Elle est détentrice de la majeure partie de ses manuscrits, tapuscrits ainsi que des notes complémentaires, dossiers de presse et photographies.
Le pont sur l'Estéron qui relie par la route M901 les communes de Gilette et du Broc est baptisé pont Louis Nucéra.

## Écrivain cycliste
« Je suis venu au monde à l'ombre précaire d'une bicyclette suspendue entre ciel et terre ». Tel est l'incipit que Louis Nucéra place en ouverture du livre Mes rayons de soleil. Le titre de cet ouvrage est anodin et n'annonce pas vraiment ce dont les quelque deux cent soixante-dix pages traitent par la suite. Pas même un vélo sur la couverture de l'édition d'origine, sur quoi on voit un paysage vallonné où le vert décline ses nuances. 
Louis Nucéra y fait le récit d'une « grande boucle » à vélo de 4 813 kilomètres. En effet, le 6 mai 1985 à 8 h 30, il s'élance de Livry-Gargan où le champion Antonin Magne exploita une ferme. Louis Nucéra ne suit pas n'importe quel parcours : il choisit de refaire les étapes que les coureurs du Tour de France ont suivies, en 1949. C'est aussi le Tour que Fausto Coppi, admiré par l'auteur, avait remporté.
Au-delà d'un simple récit factuel, se bornant à décrire les particularités de chaque étape, Louis Nucéra donne à comprendre sa passion pour le vélo, les joies et les difficultés qu'il éprouve à rouler. C'est aussi un exercice d'admiration pour les cyclistes qui l'ont précédé sur les routes de 1949.

## Prix Louis-Nucéra
L'association « Lire à Saint-Étienne » a créé le prix « Les Soleils de Nucéra » (ou prix Louis-Nucéra) en 2002. Récompensant un roman publié dans l'année, dont le thème principal concerne le cyclisme, il est remis sur le podium de la course cycliste Paris-Nice à l'étape de Saint-Étienne, ou dans la ville-étape la plus proche.
Depuis sa création en 2002, les lauréats de ce prix ont été :
- 2002 : Paul Fournel, Besoin de Vélo, Le Seuil ;
- 2003 : Patrick Menant, Tour d'enfance,  éd. Italiques ;
- 2004 : Jean Bobet, Lapize. Celui-là était un as,  La Table ronde ;
- 2005 : Olivier Roche, La Course,  éd. Françoise Truffaut ;
- 2006 : Annie Degroote, Les Amants de la petite reine,  Presses de la Cité ;
- 2007 : Maxime Schmitt, Vélo volé,  Gallimard ;
- 2008 : Diego Audemard et Jean-Christophe Perrot, Tandems africains,  Presses de la Renaissance ;
- 2009 : François Bott, Vel d'Hiv, Le Cherche-Midi ;
- 2010 : Jean-Noël Blanc, Le Nez à la fenêtre,  Gallimard ;
- 2011 : Bruno Bayon, Tourmalet,  Grasset ;
- 2012 : Christian Le Goff, Dernières Pédalées,  éd. Amalthée ;
- 2013 : Christian Laborde, Tour de France, nostalgie,  éd. Hors-collection ;
- 2014 : Bernard Chambaz, Dernières Nouvelles du martin-pêcheur,  Flammarion ;
- 2015 : Jean-Paul Vespini, Gino le Juste. Bartali, une autre histoire de l'Italie,  Le Pas-d'oiseau ;
- 2016 : Jean-Emmanuel Ducoin, Bernard, François, Paul et les autres,  éd. Anne Carrière ;
- 2017 : Philippe Lorette, La Saison commençait,  Le Pas-d'oiseau.

## Œuvre
- 1970 : L'Obstiné
- 1971 : Le Greffier
- 1973 : Cocteau - Moretti, l'âge du verseau
- 1973 : Les chats « Il n'y a pas de quoi fouetter un homme »
- 1974 : L'Ami
- 1975 : Dora. Dans l'enfer du camp de concentration où les savants nazis préparaient la conquête de l'espace (auteur: Jean MICHEL, "avec la collaboration de Louis Nucera")
- 1977 : La Kermesse aux idoles
- 1979 : Avenue des Diables-Bleus
- 1980 : Les Roues de la fortune
- 1981 : Chemin de la Lanterne – prix Interallié
- 1983 : Entre chien et chat
- 1984 : Le Kiosque à musique
- 1987 : Mes rayons de soleil
- 1989 : La Chanson de Maria
- 1990 : Principauté de Monaco
- 1991 : Le Ruban rouge
- 1994 : Mes ports d'attache
- 1997 : Le Roi René
- 1994 : Villages perchés de Provence et de la Riviera
- 1998 : Ils s'aimaient
- 1998 : Parc national du Mercantour. Montagnes du soleil, avec Christine Michiels et Bertrand Bodin
- 2000 : Une Bouffée d'air frais
- 2000 : Saint-Malo, le rêve breton d'une enfance niçoise
- 2001 : Les Contes du lapin agile
- 2001 : Brassens, délit d'amitié, présenté et préfacé par Bernard Morlino.
- 2001 : Les Chats de Paris, avec Joseph Delteil
- 2001 : Sa majesté le chat
- 2008 : Le Goût de Nice, avec Jacques Barozzi, Louis Aragon, et Max Gallo
- 2010 :  Ils ont éclairé mon chemin, anthologie de critiques littéraires réunies et présentées par Bernard Morlino.

## Publications
- La Mémoire d'un siècle (Conférences), 2006, Éditions Vaillant.